# Turmhügel bei Hofreith
Der Turmhügel bei Hofreith ist eine abgegangene Turmhügelburg (Motte) nahe dem Weiler Hofreith, einem Gemeindeteil des niederbayerischen Marktes Kößlarn im Landkreis Passau. Der Turmhügel liegt ca. 500 m nordwestlich von Hofreith. Die Anlage wird als Bodendenkmal unter der Aktennummer D-2-7644-0005 im Bayernatlas als „Turmhügel des Mittelalters“ geführt.

## Beschreibung
Die Anlage liegt im Kirchenholz zwischen zwei Bachläufen, die in den Pimmerlinger Bach einmünden, der wiederum in den Lechnergraben mündet. Die fast ovale Anlage besitzt eine Ost-West-Ausdehnung von ca. 90 m und eine Nord-Süd-Ausdehnung von etwa 100 m. Sie erhebt sich um 7 m über die Umgebung und neigt sich um 10 m nach Osten. Heute schneidet im Süd-Westen ein Waldweg den Turmhügel an. 